# SoftMaker Office
A SoftMaker Office irodai programcsomag. Kompatibilis a Microsoft Office dokumentumformátumokkal.

## Komponensei
- TextMaker (szövegszerkesztő)
- PlanMaker (táblázatkezelő)
- SoftMaker Presentations (bemutató-készítő)
- BasicMaker (makrókészítő)

## Kompatibilitás és használat

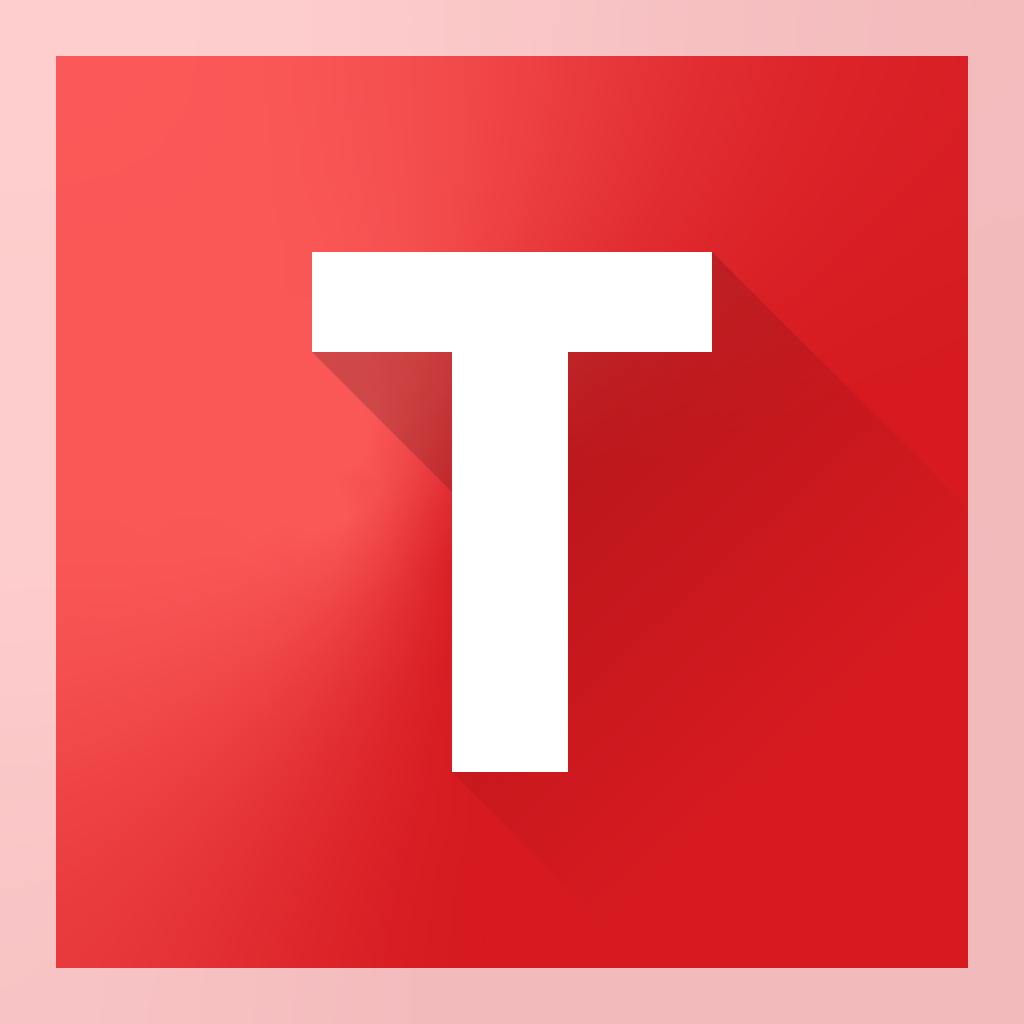
TextMaker
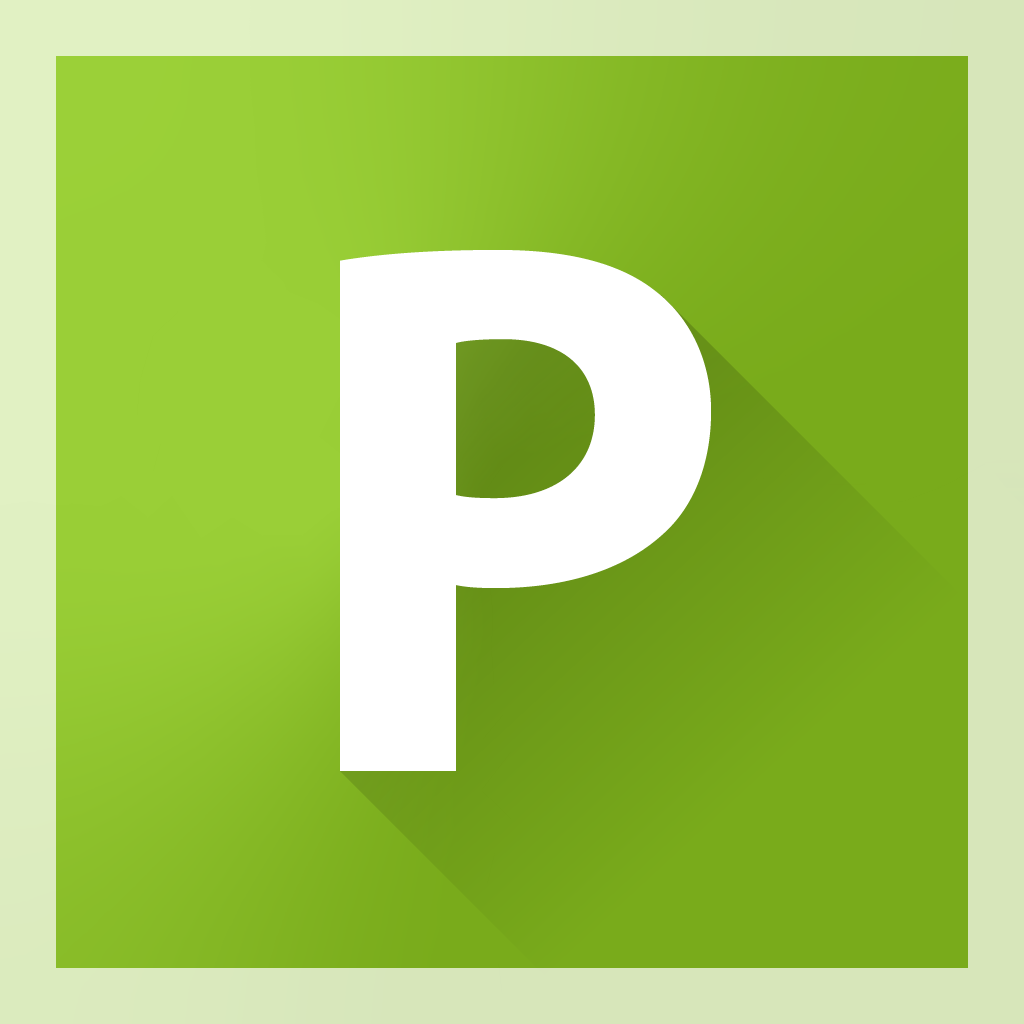
PlanMaker
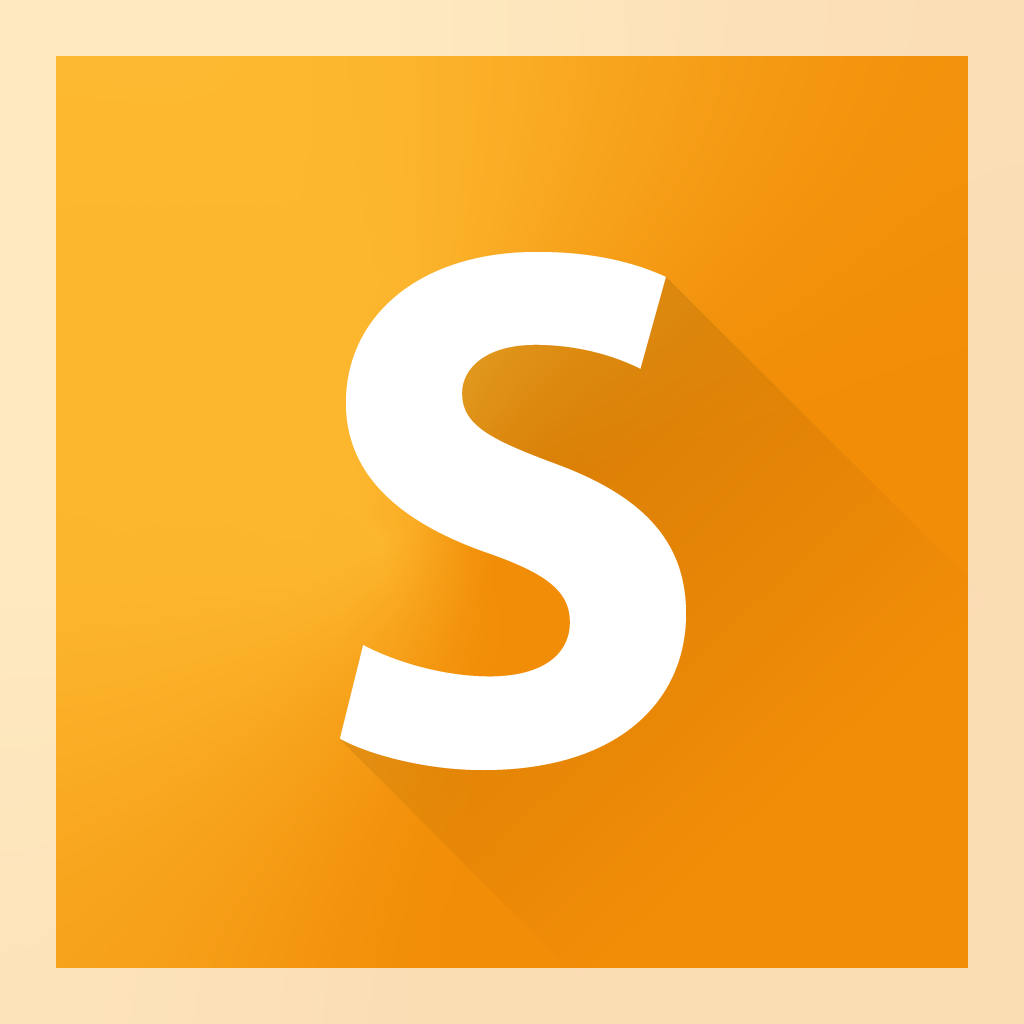
SoftMaker Presentations

A programcsomag saját fájlformátumokat használ. A legújabb, 2016-os változat teljesen kompatibilis a Microsoft Office 2000-2016 Office csomagok Word, Excel és Powerpoint alkalmazásokkal. Kezeli a Pocket Word formátumait. Kompatibilis az OpenOffice.org irodai csomag Writer, Impress, Calc formátumaival is. A programcsomag része az usbstick.exe, ami felmásolja a programokat Pendrivera. Könnyű használni, mivel nagyon hasonlít az Office 2003 felületére. Lehetőségünk van továbbá PDF exportálásra is.

## Változatok
A SoftMaker Office enyhén lebutított változata ingyen letölthető a FreeOffice.com weblapról.
A SoftMaker Office két változatban érhető el:
- Standard
- Professional

## FlexiPDF
A FlexiPDF 2016-ban jelent meg.

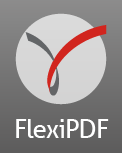

Ez azon kevés programok egyike, amelyekkel a PDF-fájlok viszonylag széleskörűen és viszonylag egyszerűen szerkeszthetők.